# Lu Xun
Lu Xun, o Lu Hsün in Wade-Giles, 鲁迅 in cinese moderno e in pinyin Lŭ Xùn (Shaoxing, 25 settembre 1881 – Shanghai, 19 ottobre 1936), è stato uno scrittore, saggista, poeta e critico letterario cinese.
Figura fondamentale della letteratura moderna cinese, nella quale scrisse sia in vernacolare che nella lingua classica, aderì al Movimento della Nuova Cultura e negli anni trenta divenne il titolare della Lega degli scrittori di sinistra di Shanghai.
Il suo cognome originario era Zhou 周 (Zhōu), mentre il suo nome da bambino era Zhangshou 樟寿 (Zhāngshòu), il suo nome di cortesia era Yushan 豫山 (Yùshān), poi cambiato in Yucai 豫才 (Yùcái). A partire dal 1898 si farà chiamare Shuren 树人 (Shùrén). Lu Xun è lo pseudonimo che iniziò ad usare nella sua pubblicazione del 1918 Diario di un pazzo. 
Le opere di Lu Xun includono racconti, romanzi, saggi ideologici e sociali, opere sulle scienze naturali, correzione e ricerca di testi antichi, poesie in prosa moderne, poesie in stile antico, opere sulla letteratura straniera e traduzioni accademiche, e studi sulle xilografie. Divenne famoso sia in Occidente che in Oriente, soprattutto nei circoli intellettuali e culturali della Corea e del Giappone, ed è stato salutato dal critico letterario coreano Kim Ryang-moo come «lo scrittore che occupa il più grande territorio sulla mappa culturale dell'Asia orientale nel ventesimo secolo», insieme al famoso scrittore nazionale giapponese Natsume Sōseki.

## Biografia

### L'infanzia
Il 25 settembre 1881, Lu Xun nacque a Dongchangfangkou (sull'asse ovest della porta ovest della famiglia Zhou, ora 229 Lu Xun Middle Road, Yuecheng District, Shaoxing City) nella contea di Huiji, provincia di Shaoxing, provincia di Zhejiang, sotto la seconda stanza ovest dell'ex residenza di Lu Xun, a ovest della Lu Xun Memorial Hall,in una famiglia di studiosi chiamata Zhou Changshou. Suo nonno, Zhou Fuqing, era uno studioso dell'era Tongzhi e fu eletto all'Accademia di Hanlin come studioso concubino.
La vita dell'infanzia di Lu Xun nel Giardino di Bacco, nell'Ham Hang Hotel e nel villaggio agricolo intorno alla casa della nonna divenne un'importante fonte di materiale per i suoi due romanzi, Urlo e Vagabondaggio, e la sua raccolta di saggi, Chao Hua Xi Zai. Lu Xun era influenzato dalle idee evolutive e amava leggere libri sulle nuove idee, soprattutto romanzi tradotti. Nel 1892 (Guangxu 18), all'età di 10 anni, studiò alla scuola privata Sanwei Shuyu, che era gestita dalla sua famiglia, Shou Jingwu.
Nel 1893 (Guangxu 19), suo nonno, Zhou Fuqing, fu denunciato a Yin Ruzhang, l'esaminatore dell'esame provinciale dello Zhejiang, per aver corrotto suo figlio, Zhou Boyi, per l'ammissione all'esame. Per mantenere in vita Zhou Fuqing, la famiglia Zhou spendeva grandi somme di denaro ogni anno per facilitare il governo fino a quando Zhou Fuqing fu graziato dopo l'incidente dell'Alleanza delle Otto Potenze. Tuttavia, durante questi otto anni, le fortune della famiglia declinarono e suo padre, Zhou Boyi, si ammalò gravemente e morì nel 1896. I cambiamenti nella famiglia ebbero un profondo impatto su Lu Xun .
Lu Xun ricevette fin da piccolo la tipica educazione feudale, ma si impegnò anche in letture alternative come storie non ufficiali, miscellanee e lesse particolarmente quelle opere di pensatori democratici e spiriti patriottici; amava anche l'arte folkloristica. Nel 1893 il nonno venne incarcerato per uno scandalo di corruzione (in epoca successiva venne impiccato); a causa di questo, la famiglia visse un periodo di isolamento e di disprezzo da parte della società, anche da amici e parenti. In aggiunta, poco dopo il padre si ammalò e nel 1896 morì. Questo periodo di difficoltà influenzò la creatività narrativa e l'indole di Lu Xun. Grazie alla situazione della madre conobbe la situazione penosa di oppressione del mondo contadino.
Dopo molti anni di studio a Nanjing, egli si stabilì in Giappone con una borsa di studio governativa dal 1902 al 1909. Terminati gli studi preliminari a Tokyo, studiò medicina a Sendai per quasi due anni, per poi concludere che era più importante curare le menti anziché i corpi dei suoi connazionali. La vocazione letteraria era, pertanto, motivata in Lu Xun da una necessità sociale più che da un desiderio di creazione artistica fine a sé stessa. Pubblicò due raccolte di racconti: Alle armi (呐喊, Nàhǎn) e Errare incerto (彷徨, Fǎnghuáng). Nella prima sono inclusi i celebri racconti: Diario di un pazzo (狂人日记, Kuángrén rìjì) del 1918 (manifesto del Báihuà 白话 - "Lingua volgare"), Kong Yiji 孔乙己 (Kǒng yǐjǐ) del 1919 e La vera storia di Ah Q (啊Q正传, Ah Q zhèng zhuàn) del 1921. Tra le sue altre opere più significative troviamo la raccolta di componimenti in prosa Erbe selvatiche (野草, Yěcǎo) del 1927, Fiori del mattino raccolti la sera (朝花夕拾, Zhāohuāxīshī) e infine Vecchie leggende rielaborate (故事新编, Gùshì xīn biān) del 1935, una raccolta di vecchi miti e leggende cinesi rivisitati in chiave satirica.

### Opere
(Lu Xun, Diario di un pazzo, 1918)
- Letteratura e sudore. Scritti dal 1925 al 1936, Scelti e tradotti dal cinese da Anna Bujatti, Con un profilo storico di Michelle Loi, Milano, Mazzotta, 1978.
- La vera storia di Ah Q e altri racconti, traduzione di Luciano Bianciardi, Milano, Feltrinelli, settembre 1955. [versione condotta sull'edizione inglese delle Selected Stories of Lu Hsun, a cura di Feng Hsueh-feng, 1954] - Collana Assonanze, Milano, SE, 2014.
- La falsa libertà. Saggi e discorsi (1918-36) a cura di Edoarda Masi. Con una cronologia della vita e delle opere, Collana NUE n.91, Torino, Einaudi, 1968.
- Diario di un pazzo (狂人日记, Kuángrén rìjì, 1918), a cura di P. Mattei, Via Del Vento, 2005.
- Fuga sulla luna e altre antiche storie rinarrate, (故事新编, Gùshì xīn biān, 1935), a cura di Ivan Franceschini, O barra O edizioni, 2014.
- La Vera Storia di Ah Q (啊Q正传, Ah Q zhèng zhuàn, 1921), Roma, Newton Compton Editori, 2016.
- Grida (Nahan), a cura di Nicoletta Pesaro, Collana La memoria n.1203, Palermo, Sellerio, 2021, ISBN 978-88-389-4172-6.
- Esitazione (Panghuang), a cura di Nicoletta Pesaro, Collana La memoria n.1225, Palermo, Sellerio, 2022, ISBN 978-88-389-4308-9.
- Diario di un pazzo e altri racconti, Milano, Luni Editrice, 2023, ISBN 978-88-798-4783-4.
- Fuga sulla luna, Milano, Luni Editrice, 2023, ISBN 978-88-798-4784-1.
- I racconti del Misantropo, Milano, Luni Editrice, 2023, ISBN 978-88-798-4785-8.
- Antiche storie riscritte (Gushi xinbian), Introduzione e cura di Fiorenzo Lafirenza, Collana La memoria n.1297, Palermo, Sellerio, 2024, ISBN 978-88-389-4628-8.